# 래리 제너
래리 저너(Larry Zerner, 1963년 9월 8일 ~ )는 미국의 변호사, 배우이다. 1987년 연기를 그만두고 연예계 전문 변호사로 전향하였으며, 2013년부터 연기자 활동을 병행하고 있다. 
로스앤젤레스에서 태어났다.

## 출연 작품

### 영화
- 13일의 금요일 3 (1982)
- Hadley's Rebellion (1987)
- 제이슨이었던 이름의 남자: 13일의 금요일 30년 (2009, His Name Was Jason: 30 Years of Friday the 13th) - 본인 (다큐멘터리)
- 마법의 제왕 (2013) - 셸리 역

### 텔레비전
- 내일은 스타 (1982)